# 路易七世 (巴伐利亞)

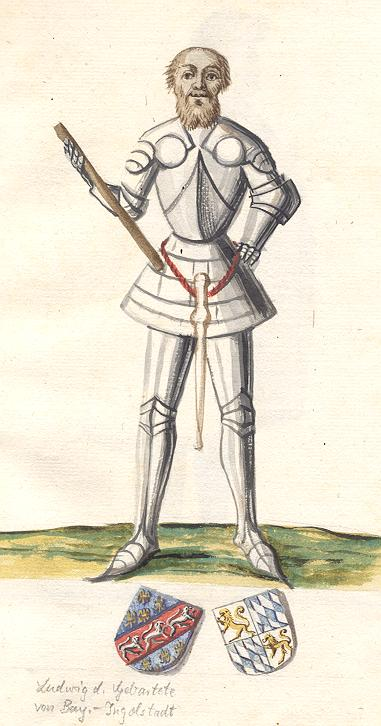
路易七世（古騰堡的克里斯蒂安·霍曼的水彩畫，約1750年）

路易七世（約1368年—1447年5月1日），維特爾斯巴赫家族成員，巴伐利亞-因戈爾施塔特公爵（1413年—1443年在位）。巴伐利亞-因戈爾施塔特公爵斯特凡三世與第一任妻子米蘭公爵貝爾納波·維斯孔蒂的長女塔迪亞·維斯孔蒂的唯一兒子，法國皇后巴伐利亞的伊薩博的兄長。路易七世被稱為“鬍鬚”，因為他按照當時的法國風格留著鬍鬚。
作為法國國王查理六世妻子的兄長，路易七世早年在法國呆了幾年。當他於1413年成為巴伐利亞-因戈爾施塔特公爵後，他下令建造因戈爾施塔特新城堡，這座城堡受到法國哥特式建築的強烈影響。路易七世深受妹夫查理六世歡迎，查理六世曾為路易七世和一些朝臣奉上德國製的服裝，並賜給路易七世5000法郎的退休金。
1388年，路易在巴伐利亞公國與士瓦本城市聯盟之間的城邦之戰中獲得了第一次軍事經驗。1388年9月，他參加對多瑙施陶夫的圍城戰。
1408年，路易與巴伐利亞-施特勞賓公爵威廉二世和勃艮第公爵無畏的約翰幫助列日主教約翰公爵鎮壓在奧塞戰役反抗約翰的列日的市民和貴族。脾氣暴躁的路易不僅與他的前盟友無畏的約翰發生衝突，而且還與他的堂弟巴伐利亞-蘭茨胡特公爵亨利十六世、巴伐利亞-慕尼黑公爵恩斯特和威廉兄弟時常發動戰爭。最後亨利十六世於1414年將路易七世的敵人組成長尾小鸚鵡協會及於1415年成立康斯坦茨聯盟。
1417年，路易七世勉強在他的堂弟亨利十六世的暗殺企圖下倖存。因為路易聲稱亨利十六世是一名廚師的兒子，亨利認為這是致命的侮辱。當路易七世嘲諷亨利時，亨利指示十五個忠實的追隨者襲擊路易七世，並給他造成了嚴重的傷害。
路易意識到他父親斯特凡三世的奢侈生活方式使新建立的公國陷入債務危機。因此，他要求該地區的精神和世俗領主不要再給斯特凡三世金錢，並接受父親憤怒的抗議。
1413年，父親斯特凡三世逝世，路易七世繼承爵位。1415年2月，路易七世離開法國成為康斯坦茨理事會代表團團長。
1425年，巴伐利亞-施特勞賓公爵約翰三世逝世，施特勞賓-荷蘭的維特爾斯巴赫家族斷絕，路易七世與三位堂弟恩斯特、威廉和亨利十六世以戰鬥爭取約翰三世遺下的領地，但最終於1429年巴伐利亞-施特勞賓被四位公爵分割。
當巴伐利亞-慕尼黑公爵恩斯特知道兒子阿爾布雷希特三世於1432年秘密與一名從奥格斯堡來的女僕艾格尼絲·伯瑙爾結婚時，恩斯特下令將她謀殺並指控她使用巫術。1435年10月12日，艾格尼絲被扔進多瑙河並淹死。然後，阿爾布雷希特三世前往投靠路易七世，並住在巴伐利亞-因戈爾施塔特，一起計劃對他父親恩斯特採取軍事行動。關於恩斯特行處死艾格尼絲的正式理由可在其指示下找到，恩斯特於1435年10月28日發信給西吉斯蒙德皇帝並提出調解請求，阿爾布雷希特遂與父親和解，並返回慕尼克。
最終，因為路易七世偏愛其私生子，所以他的兒子路易八世自1438年以來一直與父親爭執 ，最後更與敵人亨利十六世結盟，二人於1443年將路易七世囚禁在布格豪森。路易七世於1447年作為亨利十六世的囚徒而去世，被葬在蘭茨胡特的賴滕哈斯拉赫修道院內。由於其子路易八世早已於兩年前去世，巴伐利亞-因戈爾施塔特公國移交給亨利十六世與巴伐利亞-蘭茨胡特合併。

## 家庭
路易七世於1402年10月1日與第一任妻子拉馬爾什伯爵約翰一世的女兒安妮結婚，安妮是蒙龐謝伯爵貝利的約翰的遺孀。他們有兩個兒子：
1. 路易八世（1403年9月1日至1445年4月7日）
2. 約翰（生於1404年），早殤。

路易七世於1413年再娶阿朗松伯爵彼得二世的女兒阿朗松的凱瑟琳結婚。他們有一個兒子：
1. 約翰（生於1415年2月6日）
2. 一個未冠名的女兒

兩個孩子都在童年去世。路易七世亦與數名情婦誕下幾名私生子。